# 자코비니-지너 혜성
자코비니-지너 혜성(영어: 21P/Giacobini-Zinner)은 물병자리에서 발견된 주기 혜성이다. 주기는 약 6.6년으로 2012년에 다시 볼 수 있었다. 사분의자리 유성우와 용자리 감마 유성우가 떨어질 때 유성이 최대로 떨어지게 하는 혜성이다.
자코비니-지너 혜성은 미셀 자코비니가 1900년 12월 20일에 물병자리를 관측하다가 발견하였다. 1913년 10월 23일에 에른스트 지너가 전갈자리 베타를 관측하다가 이 혜성을 다시 발견하였다. 발견 당시 밝기는 +8.0, 가장 밝을 때는 +5.0이었다.
1985년 9월 11일 국제 혜성 탐사선이 자코비니-지너 혜성 근처를 지나갔다. 일본의 탐사선인 사키가케도 1998년 근접할 계획이었지만, 추진제가 부족하여 계획이 취소되었다.

## 용자리 감마 유성우
주기 6.4년의 자코비니-지너 혜성을 모혜성으로 하므로, 자코비니 유성우라고 하는 일도 많다. 이 혜성이 근일점을 통과한 1933년 10월 9일 밤, 유럽에서는 대단한 대유성우가 관측되어 1분간에 1000개 이상의 유성이 보였다는 기록이 있은 이래 유명하게 되었다. 1946년 미국에서도 아름다운 유성우가 보였으며, 다음 기회는 1959년 아시아에서 있을 것이라고 하였으나, 유성우의 뚜렷한 출현은 없었다.